# Segré-en-Anjou Bleu
Segré-en-Anjou Bleu is een commune nouvelle in het Franse departement Maine-et-Loire in de regio Pays de la Loire. De plaats maakt deel uit van het arrondissement Segré. Zij werd gevormd op 15 december 2016 door de samenvoeging van de arrondissementshoofdplaats Segré met alle andere gemeenten die het vroegere kanton Segré vormden: 
- Aviré
- Le Bourg-d'Iré
- La Chapelle-sur-Oudon
- Châtelais
- La Ferrière-de-Flée
- L'Hôtellerie-de-Flée
- Louvaines
- Marans (Maine-et-Loire)
- Montguillon
- Noyant-la-Gravoyère
- Nyoiseau
- Sainte-Gemmes-d'Andigné
- Saint-Martin-du-Bois (Maine-et-Loire)
- Saint-Sauveur-de-Flée

De gemeente telde 17.617 inwoners op 1 januari 2022.

## Geografie
De oppervlakte van Segré-en-Anjou Bleu bedroeg op 1 januari 2022 241,54 vierkante kilometer; de bevolkingsdichtheid was toen 72,9 inwoners per km².
De Oudon, de Argos en de Verzée stromen door de gemeente en vloeien samen in het centrum van Segré.
De onderstaande kaart toont de ligging van Segré-en-Anjou Bleu met de belangrijkste infrastructuur en aangrenzende gemeenten.

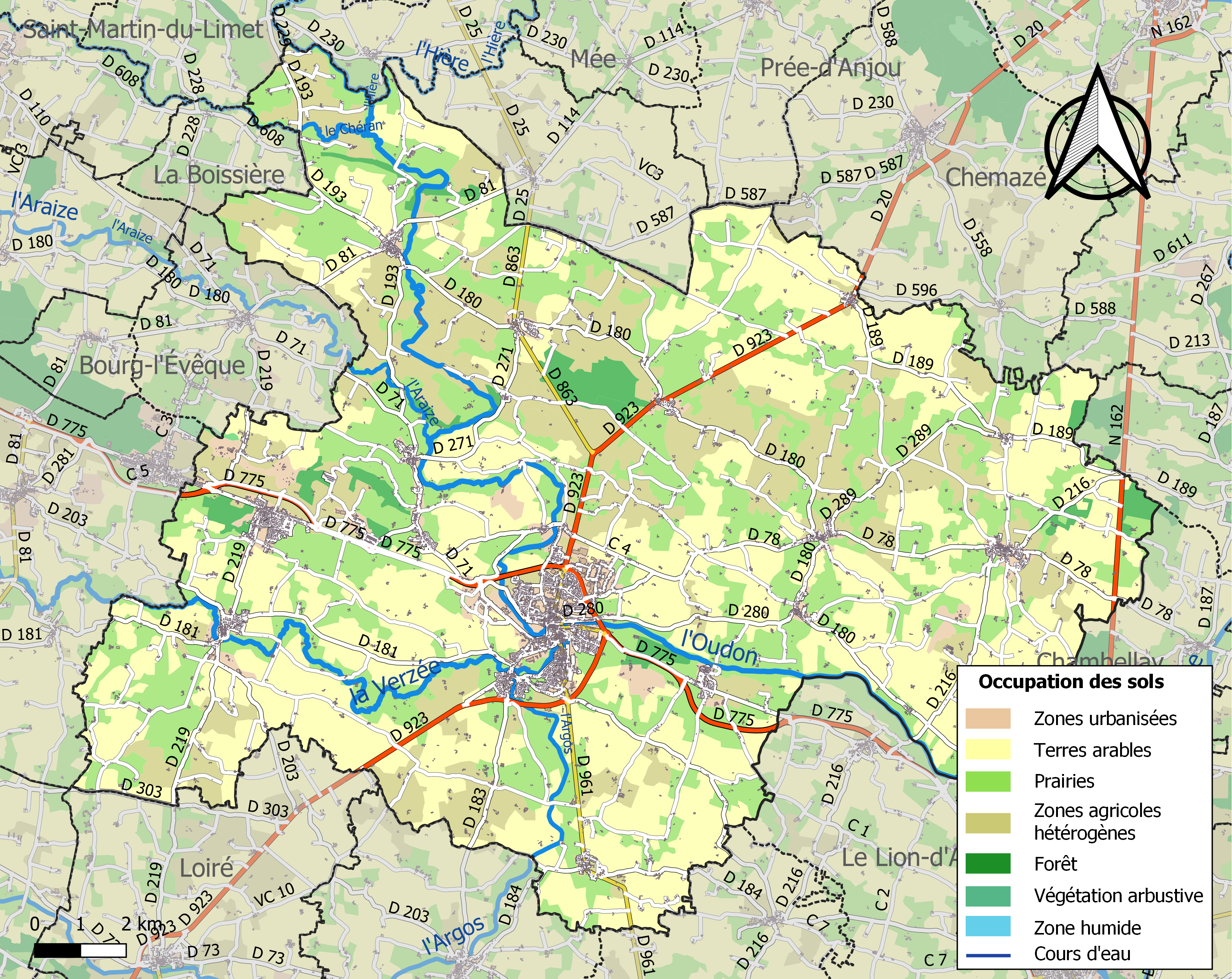